# Piper scobinifolium
Piper scobinifolium är en pepparväxtart som beskrevs av Truman George Yuncker. Piper scobinifolium ingår i släktet Piper och familjen pepparväxter. Inga underarter finns listade i Catalogue of Life.